# HC Bat Jam
HC Bat Jam je izraelský hokejový klub z Bat Jama, který hraje Izraelskou hokejovou ligu v Izraeli.
Klub byl založen roku 1992. Jeho domovským stadionem je Blue Ice Arena Ashdod s kapacitou 350 diváků.
Klubové barvy jsou bílá a modrá.

## Historie
Klub HC Bat Jam byl založen roku 1992, a hraje Izraelskou hokejovou ligu. V sezóně 1993/94 hrál finále ligy a sezónu 1994/95 vyhrál.
V sezónách 2010/11 a 2015/16 si HC Bat Jam zahrál 1.kolo Kontinentálního poháru.
2010/11 A - skupina prohry s Aramón C.H. Jaca a Ankara University SK konečné 3.místo.
2015/16 A - skupina prohry s  Irbis-Skate Sofia, Partizan Bělehrad a Zeytinburnu Belediyespor konečné 4.místo.

## Historické názvy
- 1992 HC Bat Yam
- 2006 HC Bat Yam I
- 2007 Piranha Bat Yam
- 2010 Icebergs Bat Yam
- 2012 HC Bat Yam
- 2020 HC Bat Yam Chiefs
- 2023 Ashdod Chiefs

## Úspěchy
Mistr Izraelské hokejové ligy - 5 (1995, 2016, 2018, 2019, 2024, 2025)